# Токарев, Владимир Дмитриевич
Владимир Дмитриевич Токарев (1935—2018) — советский и российский геолог, генеральный директор АООТ «Хантымансийскнефтегазгеология» (1991—1997), заслуженный геолог РСФСР (1986), участник открытия 56 нефтяных и газовых месторождений.

## Биография
Родился 6 ноября 1935 года в Перми.
Окончил Пермский государственный университет (1958) по специальности «Геология и разведка нефтяных и газовых месторождений».
- В 1958—1961 — помощник бурильщика, коллектор, старший геолог Шеркалинской партии глубокого бурения Тюменского территориального геологического управления.
- 1961—1962 — старший геолог Нарыкарской нефтеразведочной экспедиции ТТГУ.
- 1962—1964 — главный геолог Ханты-Мансийской нефтеразведочной экспедиции ТТГУ.
- 1965 — главный геолог Правдинской НРЭ ТТГУ.
- 1965—1967 — начальник Тарко-Салинской НРЭ Главтюменьгеологии.
- 1968—1971 — главный геолог Ямало-Ненецкого геологоразведочного треста Главтюменьгеологии.
- 1971—1972 — главный геолог Тарко-Салинской НРЭ Главтюменьгеологии.
- 1972—1976 — начальник Правдинской НРЭ Главтюменьгеологии.
- 1976—1979 — управляющий трестом «Красноярскнефтегазразведка».
- 1979—1988 — начальник, генеральный директор ПГО «Хантымансийскнефтегазгеология» Главтюменьгеологии.
- 1988—1991 — в командировке в Республике Мозамбик, открыл одно из её самых крупных газовых месторождений — Панде.
- 1991—1997 — генеральный директор АООТ «Хантымансийскнефтегазгеология».

С 1998 г. — генеральный директор Сибирско-Уральской геологической компании.
Участвовал в открытии 56 месторождений, в их числе: газовые — Вынгаяхинское, Вынгапуровское, Восточно-Таркосалинское, Комсомольское, Медвежье, Уренгойское; нефтяные — Петелинское, Правдинское, Приобское, Приразломное, Салымское, Западно-Салымское.
Отличник разведки недр. Награждён орденами «Знак Почёта» (1966), Трудового Красного Знамени (1974), медалями «За доблестный труд. В ознаменование 100-летия со дня рождения В. И. Ленина» (1970), «За освоение недр и развитие нефтегазового комплекса Западной Сибири» (1981), «За заслуги в разведке недр» (1983), золотой медалью ВДНХ «За высокие производственные показатели и внедрение передового метода» (1984), медалью ордена «За заслуги перед Отечеством» II степени (1995).
Скоропостижно умер 19 августа 2018 года.